# Hénaut Président (film)
Cet article concerne l'adaptation cinématographique. Pour la série télévisée, voir Hénaut Président.
Pour les articles homonymes, voir Hénaut.
Pour plus de détails, voir Fiche technique et Distribution.
Hénaut Président est un film français de Michel Muller sorti en 2012. C'est l'adaptation de la série télévisée du même nom, diffusée en France sur Paris Première dès 2007.

## Synopsis
L'agence de communication de Thierry Giovanni, bien décidé à utiliser la politique comme tremplin à sa renommée, s’associe à Pierre Hénaut, un petit élu de province et surtout improbable candidat à la présidentielle. Thierry et ses collaborateurs, Noémie, Fred et Olivier, sont persuadés de pouvoir le métamorphoser en bête politico-médiatique. Ils savent vendre n’importe quoi, alors pourquoi pas lui ? Pour le faire monter dans les sondages, ils n’hésiteront pas de pratiquer les méthodes les plus douteuses.

## Fiche technique
- Réalisation : Michel Muller
- Scénario : Michel Muller, David Elkaïm et Antoine Benguigui
- Budget : 10 500 000 euros
- Photographie : Vincent Muller
- Montage : Ronan Sinquin
- Assistant perchman : Benoît Blaye
- Décors : Jean-François Rebillard
- Producteur : Christophe Cervoni
- Producteur associé : Guillaume Colboc
- Société de production : Axel Films
- Distribution  France : CTV International
- Genre : comédie
- Durée : 100 minutes
- Dates de sortie :
  - France : 21 mars 2012

## Distribution
- Michel Muller : Pierre Hénaut
- Olivier Gourmet : Thierry Giovanni
- Robinson Stévenin : Alexandre
- Frédéric Scotlande : Fred
- Noémie de Lattre : Noémie
- Olivier Charasson : Olivier
- Rémy Roubakha : Rémi
- Aurore Broutin : Florence Hénaut
- Vittoria Scognamiglio : Maryse
- Olivia Côte : Charly
- Esther Comar : Anna
- Daniel Martin : Charles Robary
- Dimitri Rataud : Quentin
- Gwendolyn Gourvenec : Kathy
- Ludovic Berthillot : Ludovic
- Norbert Ferrer : un agent de sécurité de RMC
- Jean-Jacques Bourdin : lui-même
- David Pujadas : lui-même
- Ruth Elkrief : elle-même
- Éric Judor : lui-même
- Ramzy Bedia : lui-même
- Virginie Efira : elle-même
- Thomas Dutronc : lui-même
- Attentat sonore : le groupe punk